# Strofantsläktet
Strofantsläktet (Strophanthus) är ett släkte i familjen oleanderväxter som består av cirka 40 arter från tropiska Afrika och Asien. En del arter odlas sällsynt som krukväxter men är mer kända som medicinalväxter.